# Luby Margit
Benedekfalvi Luby Margit (Nagyar, 1885. november 13. – Budapest, 1976. július 18.) tanár, néprajzkutató.

## Élete
Régi nemesi családból született, származását tekintve Liptó megyei (innen származik előneve, a benedekfalvi). Luby Margit négy testvér közül a harmadik volt; édesanyját alig tízévesen vesztette el. 1917-ben 32 évesen iratkozott be a Budapesti Tudományegyetemre, és 1919-ben szerzett tanítóképző intézeti tanári oklevelet, majd 1928-tól 1934-ig tanárként a fővárosban dolgozott, a neves Erzsébet Nőiskolában.
1936-tól 1943-ban való nyugdíjazásáig szakelőadó volt a Pest-vidéki főigazgatóságon.
Szülőföldjén, Szatmár megyében, valamint Somogy és Zala megyékben, a Jászságban és a Sárrét környékén gyűjtötte össze a tájegységek néprajzi értékeit; a helyi népszokásokat, paraszti hagyományokat, a pásztorélet fennmaradt hagyományait, népi iparokat, ünnepi szokásokat, melyek máig forrásmunkák ebben a témában.

## Művei
- A parasztélet rendje. Népi szokások, illendő magatartás, babonák Szatmár vármegyében (Szamoshát, Tiszahát, Nyírség); Centrum, Bp., 1935
- Bába lelte babona (Budapest, 1936)
- Fogyó legelőkön (Budapest, 1942)
- Olyan világ volt; szerk. Németh Péter, Farkas József; Szabolcs megyei Lapkiadó, Mátészalka, 1976 (A Szatmári Múzeum közleményei)
- Bábalelte babona; előszó Dömötör Tekla, jegyz. Mohay Tamás; Helikon, Bp., 1983
- Népmondák Szabolcs-Szatmárból; előszó Ujváry Zoltán, utószó Farkas József; KLTE, Debrecen, 1985 (Folklór és etnográfia)
- A parasztélet rendje. Népi szokások, illendő magatartás, babonák Szatmár vármegyében. Szamoshát, Tiszahát, Nyírség; sajtó alá rend. Mohay Tamás; hasonmás kiad.; Nap, Bp., 2002
- Fogyó legelőkön; sajtó alá rend. Cservenyák László; Luby Társaság, Nyíregyháza, 2014 (Luby könyvtár)
- "Dicsérjük a Jézus nevét, megigyuk a szőlő levét". Válogatás Luby Margit néprajzi gyűjtéseiből, Alsónyék, Báta, Decs 1953–1954; szerk. Ratkó Lujza; Luby Társaság, Nyíregyháza, 2022 (Luby könyvtár)
- Családi emlékeim. Válogatás Luby Margit kéziratos hagyatékából;  szerk., vál., szöveggond. Kiss Kálmán; Luby Társaság, Nyíregyháza, 2022 (Luby könyvtár)